# Famille Clodt von Jürgensburg
Pour les articles homonymes, voir Clodt et Jürgensburg.
La famille Clodt von Jürgensburg ou Klodt (russe : Клодт фон Юргенсбург) est une famille Russo-germano-Balte.

## Histoire

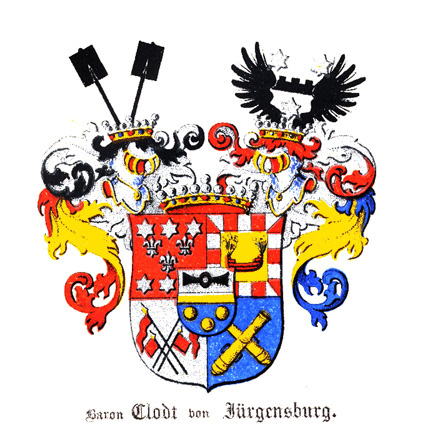
Armoiries des Clodts von Jürgensburg

## Personnalités
De nombreux membres furent des artistes fameux, parmi lesquels :
| Nom                                      | Vie       | Activité                                                                              |
| ---------------------------------------- | --------- | ------------------------------------------------------------------------------------- |
| Johann Adolf Clodt von Jürgensburg       | 1658–1720 | Le dernier gouverneur suédois de Riga.                                                |
| Baron Gustaf Adolf Clodt                 | 1692–1738 | Fils de Johan Adolph Clodt                                                            |
| Karl Clodt von Jürgensburg (Karl-Gustav) | 1765–1822 | Colonel dès 1806, participe à la Campagne de Russie;                                  |
| Baron Johan Adolph Clodt von Jurgensburg |           |                                                                                       |
| Vladimir Clodt                           | 1803–1882 | Chef du département de dessin du commandement général de l'armée russe. Fils de Carl. |
| Peter Clodt von Jürgensburg              | 1805–1867 | Sculpteur russe, Fils de Carl.                                                        |
| Constantin Clodt                         | 1807–1879 | Le premier graveur sur bois russe, Fils de Carl.                                      |
| Mikhaïl Petrovitch Clodt                 | 1835–1914 | Peintre, membre de Peredvizhniki. Fils de Peter.                                      |
| Mikhail Constantinovitch Clodt           | 1832–1902 | Peintre; Fils de Constantin;                                                          |
| Elisabeth Järnefelt                      | 1839–1929 | Fille de Constantin; Mère d'Arvid, d'Eero, d'Armas Järnefelt et d'Aino Sibelius;      |
| Nikolaï Klodt von Jürgensburg            | 1865–1918 | peintre, petit-fils de Constantin ;                                                   |
| Yevgeny Clodt                            | 1866–1934 | peintre et joaillier, petit-fils de Constantin.                                       |
| Pyotr Mikhaïlovitch Clodt                | 1903–1942 | peintre, fils de Mikhaïl Petrovitch;                                                  |